# Interstate 894
L'Interstate 894 (I-894) est une autoroute auxiliaire de 9,92 miles (15,96 km) de Milwaukee, dans le Wisconsin. La route sert de voie de contournement du centre-ville de Milwaukee, reliée de part et d'autre à l'I-94. L'autoroute forme un multiplex avec l'I-41 sur toute sa longueur et avec l'I-43 dans le segment ouest-est. Elle forme aussi un multiplex avec la US 41 et la US 45.

## Description du tracé
L'I-894 débute à l'échangeur avec l'I-41, l'I-94, la US 41 et la US 45. L'autoroute se dirige vers le sud en faisant partie de la Zoo Freeway et en formant un multiplex avec l'I-41 / US 41 / US 45. L'autoroute entre dans les limites de West Allis et croise quelques routes locales. Elle se continue vers le sud jusqu'à la jonction avec l'I-43. À cet endroit, la US 45 quitte le multiplex vers l'I-43 en direction sud et l'I-43 nord s'y joint. L'autoroute bifurque vers l'est à cet échangeur.
En bifurquant vers l'est, l'autoroute passe par Greenfield et y croise des voies locales. L'I-894 se termine à la jonction avec l'I-94. L'I-43 nord formera un multiplex avec l'I-94 ouest et l'I-41 sud / US 41 sud se joindront à l'I-94 est.

## Liste des sorties
| Interstate 894                            |              |      |       |        |                                                                                | |
| Comté                                     | Municipalité | mi   | km    | Sortie | Intersections / Destinations                                                   | Notes |
| Milwaukee                                 | Milwaukee    | 0,00 | 0,00  | 1      | I-94 – Centre-ville, Madison I-41 nord / US 41 nord / US 45 nord – Fond du Lac | Terminus ouest du multiplex avec I-41 / US 41 / US 45; l'autoroute continue au-delà comme I-41 / US 41 / US 45; indiqué sortie 1A (est) et 1B (ouest) |
| Milwaukee                                 | West Allis   | 0,72 | 1,16  | 1D     | WIS 59 (en) – Greenfield Avenue                                                | |
| Milwaukee                                 | West Allis   | 1,68 | 2,70  | 1E     | Lincoln Avenue                                                                 | Sortie direction est, entrée direction ouest |
| Milwaukee                                 | West Allis   | 1,94 | 3,12  | 2A     | National Avenue                                                                | Sortie direction est vers National Avenue ouest seulement                                                                                             |
| Milwaukee                                 | Greenfield   | 2,68 | 4,31  | 2B     | Oklahoma Avenue                                                                | Sortie direction est, entrée direction ouest |
| Milwaukee                                 | Greenfield   | 3,29 | 5,29  | 3      | CTH-T (Beloit Road)                                                            | |
| Milwaukee                                 | Greenfield   | 4,38 | 7,05  | 4      | I-43 sud (Rock Freeway) / US 45 sud – Beloit, Chicago                          | Terminus ouest du multiplex avec I-43; terminus est du multiplex avec US 45; sortie 61 de l'I-43 nord                                                 |
| Milwaukee                                 | Greenfield   | 5,47 | 8,80  | 5A-B   | South 76th Street, South 84th Street                                           | Sortie direction est, entrée direction ouest |
| Milwaukee                                 | Greenfield   | 5,75 | 9,25  | 5A     | WIS 24 (en) ouest – Forest Home Avenue                                         | Sortie direction ouest, entrée direction est |
| Milwaukee                                 | Greenfield   | 5,95 | 9,58  | 5B     | South 76th Street                                                              | Sortie direction ouest, entrée direction est |
| Milwaukee                                 | Greenfield   | 6,97 | 11,22 | 7      | South 60th Street                                                              | |
| Milwaukee                                 | Greenfield   | 7,97 | 12,83 | 8      | WIS 36 (en) – Loomis Road                                                      | |
| Milwaukee                                 | Milwaukee    | 9,01 | 14,50 | 9      | WIS 241 (en) – South 27th Street                                               | Pas d'accès depuis I-94 ouest et vers I‑94 est |
| Milwaukee                                 | Milwaukee    | 9,62 | 15,48 | 10     | I-41 sud / I-43 nord / I-94 / US 41 sud – Milwaukee, Chicago, Aéroport         | Terminus est du multiplex avec I-41 / I-43 / US 41; indiqué sortie 10A (nord) et 10B (sud)                                                            |
| - Terminus de multiplex - Accès incomplet |              |      |       |        |                                                                                | |